# Babyrousa celebensis
Babyrousa celebensis är ett svindjur som förekommer endemiskt på Sulawesi. Populationen infogades fram till 2001 i en annan art av hjortsvin (Babyrousa babyrussa). Det svenska trivialnamnet sulawesiskt hjortsvin förekommer för arten.

## Utbredning
Arten saknas på sydvästra Sulawesi och den är kanske utrotad i den östra delen av den norra halvön samt på de tillhörande öarna Pulau Muna och Buton. Babyrousa celebensis lever i regnskogar och den vistas nära vattendrag och pölar. Detta hjortsvin var vanligt nära havet men ökad mänsklig aktivitet medförde att djuret flyttade mot öns centrala delar.

## Utseende
Med en vikt av 60 till 100 kg är Babyrousa celebensis störst i släktet. Den har inte lika många hår som andra hjortsvin. Hannens övre hörntänder genomborrar huden som täcker överkäken och är böjda bakåt. Exemplar av hankön har även stora nedre hörntänder som är synliga utanför den stängda munnen. Honor har betydligt mindre hörntänder eller de saknas helt.

## Ekologi
Honor och ungar bildar flockar med upp till 13 medlemmar och hannar lever mest ensam. Liksom andra släktmedlemmar gräver arten inte lika intensiv i marken som andra svindjur, på grund av att det saknas ett förstärkande ben i djurets rostrum. Födan utgörs främst av blad, frukter och smådjur som hittas på marken. Babyrousa celebensis kan bryta nötternas skal med sina tänder och den äter rötter från det översta jordlagret. Djuret slickar gärna på saltstenar.
Individerna är främst dagaktiva och de sover i fördjupningar i marken eller i enkla bon av växtdelar. Före ungarnas födelse bygger honor mer avancerade bon av kvistar som är cirka 25 cm höga. Honor i fångenskap hade förmåga att para sig under alla årstider. Efter 155 till 158 dagar dräktighet föds en unge eller sällan tvillingar. Ungar under människans uppsyn blev efter 5 till 10 månader könsmogna. Enstaka exemplar blev 24 år gamla.
Hannarnas hörntänder avbryter lätt och deras funktion är inte utredd.

## Status
Arten jagas för köttets skull och beståndet påverkas negativ av skogens omvandling till jordbruksmark eller till andra kulturlandskap. IUCN uppskattar att populationen minskade med 30 procent under de gångna 18 åren (tre generationer räknad från 2016) och listar arten som sårbar (VU).